# Andrea Costa (calciatore)
Andrea Costa (Reggio Emilia, 1º febbraio 1986) è un allenatore di calcio ed ex calciatore italiano, di ruolo difensore.

## Caratteristiche tecniche
Difensore centrale, poteva essere impiegato anche da terzino sinistro.

## Carriera

### Giocatore

#### Club

##### Gli inizi: Reggiana e Bologna
Inizia la sua attività nel Bismantova (l'attuale Reggio Calcio) in squadra con Luca Cigarini. Mentre Cigarini passa al Parma, Costa va nelle giovanili della Reggiana, dalla stagione 2003-2004 gioca nella prima squadra in Serie C1. In una stagione e mezza colleziona 16 presenze in campionato mettendo a segno un gol prima che nel gennaio 2005 venga acquistato dal Bologna che per la restante parte della stagione lo schiera nel Campionato Primavera.
Dalla stagione 2005-2006 viene inserito nella rosa della prima squadra, appena retrocessa in Serie B, nella quale gioca per due stagioni e mezza, in maniera però discontinua (43 presenze totali).

##### Reggina
Il 31 gennaio 2008 si trasferisce in prestito alla Reggina, in Serie A, esordendo il 23 febbraio 2008 nel massimo campionato italiano in occasione della partita Reggina-Juventus (2-1). Conclude la stagione con 10 presenze che convincono la società amaranto il 19 giugno 2008 a comprare l'intero cartellino del calciatore.
Nella stagione 2008-2009 diventa il terzino sinistro titolare della squadra calabra e il 5 ottobre 2008 realizza anche il suo primo gol in Serie A in occasione della gara Reggina-Catania (1-1). Colleziona 36 presenze in Serie A di cui 35 da titolare.
La stagione seguente la Reggina milita in Serie B, ma Andrea decide comunque di restare per cercare la pronta risalita in A che però non avviene a causa di una stagione mediocre dell'intera formazione che conclude il campionato alla tredicesima posizione. L'anno seguente Costa viene posizionato dal nuovo allenatore Gianluca Atzori nel ruolo di difensore centrale di una difesa a tre, dimostrando tutta la sua duttilità.

##### Sampdoria
Dopo 3 stagioni e mezza nella Reggina, dove gioca 85 partite (46 di A e 39 di B) il 3 agosto 2011 Andrea Costa segue il mister Atzori e si trasferisce alla Sampdoria in prestito oneroso (a 1,5 milioni) con diritto di riscatto fissato a 1 milione di euro. Il 30 settembre segna la sua prima rete in blucerchiato nella partita Sampdoria-Torino 1-2. Gioca nella sua prima stagione con il Doria 25 presenze di Serie B più 4 dei play-off Promozione, vinti proprio dalla Samp.
Il 3 luglio 2012 la Sampdoria, neo-promossa in Serie A, usufruisce del diritto di riscatto per acquistare l'intero cartellino del giocatore. Il 26 agosto, durante la prima giornata di campionato, segna allo Stadio San Siro il gol della vittoria della Sampdoria sul Milan per 1 a 0. Termina la sua seconda stagione con la Samp collezionando 27 presenze condite da un gol.
La stagione seguente vede Andrea partire di nuovo titolare nella formazione blucerchiata ma, con il cambio di tecnico nel novembre 2013 e l'arrivo di Siniša Mihajlović, perde poco a poco il posto a favore di Vasco Regini, concludendo così la sua annata con solo 20 presenze in Campionato.

##### Parma
Il 27 agosto 2014 si trasferisce a titolo definitivo al Parma nell'affare che ha portato Marco Marchionni in Liguria. Il 6 gennaio 2015 segna di testa il suo primo gol con gli emiliani nella vittoria per 1-0 contro la Fiorentina. A fine campionato, a causa del fallimento del Parma, si svincola dalla società emiliana.

##### Empoli e Benevento
Il 21 luglio 2015 si trasferisce all'Empoli a parametro zero, firmando un contratto triennale. Segna il suo primo gol con i toscani il 6 dicembre ai danni del Verona (partita vinta poi grazie al suo gol).
Il 12 luglio si accorda con il Benevento firmando un contratto biennale, diventandone il Capitano in assenza di Lucioni e Ciciretti.

##### Reggiana e ritiro
Dopo aver rescisso il proprio contratto con il Benevento, il 27 agosto 2019 firma un contratto con la Reggiana, tornando così a vestire la casacca della propria città di nascita nel campionato di Serie C. Il 25 giugno 2021, Costa ha annunciato il proprio ritiro dal calcio giocato, decisione presa al fine di intraprendere una carriera da allenatore.

#### Nazionale
È stato convocato nelle Nazionali giovanili 22 volte, giocando in 20 occasioni e realizzando 1 gol.

### Allenatore
Contestualmente al suo ritiro, Costa ha assunto l'incarico di collaboratore tecnico dello staff dell'Under-17 della Reggiana. L'anno seguente, è stato nominato nuovo tecnico della Primavera del club emiliano.
Nell'estate del 2023, supera l'esame da allenatore UEFA A, ottenendo così l'abilitazione sia per allenare qualsiasi squadra giovanile e femminile, oltreché le squadre maschili fino alla Serie C, sia per assumere il ruolo di vice-allenatore in Serie A e B.
Nel luglio del 2024, annuncia l'interruzione del proprio rapporto con la Reggiana.
Il 28 ottobre 2024 viene ingaggiato dal Perugia come vice del nuovo allenatore Lamberto Zauli, dove rimane fino al 19 febbraio 2025, quando viene esonerato insieme al tecnico romano.

## Statistiche

### Presenze e reti nei club
| Stagione         | Squadra          | Campionato       | Campionato | Campionato | Coppe nazionali | Coppe nazionali | Coppe nazionali | Coppe continentali | Coppe continentali | Coppe continentali | Altre coppe | Altre coppe | Altre coppe | Totale | Totale |
| Stagione         | Squadra          | Comp             | Pres       | Reti       | Comp            | Pres            | Reti            | Comp               | Pres               | Reti               | Comp        | Pres        | Reti        | Pres   | Reti   |
| ---------------- | ---------------- | ---------------- | ---------- | ---------- | --------------- | --------------- | --------------- | ------------------ | ------------------ | ------------------ | ----------- | ----------- | ----------- | ------ | ------ |
| 2003-2004        | Reggiana         | C1               | 10+2       | 0          | CI              | 0               | 0               | -                  | -                  | -                  | -           | -           | -           | 12     | 0      |
| 2004-gen. 2005   | Reggiana         | C1               | 6          | 1          | CI              | 0               | 0               | -                  | -                  | -                  | -           | -           | -           | 6      | 1      |
| gen.-giu. 2005   | Bologna          | A                | 0          | 0          | CI              | -               | -               | -                  | -                  | -                  | -           | -           | -           | 0      | 0      |
| 2005-2006        | Bologna          | B                | 13         | 0          | CI              | 0               | 0               | -                  | -                  | -                  | -           | -           | -           | 13     | 0      |
| 2006-2007        | Bologna          | B                | 22         | 0          | CI              | 2               | 0               | -                  | -                  | -                  | -           | -           | -           | 24     | 0      |
| 2007-gen. 2008   | Bologna          | B                | 8          | 0          | CI              | 0               | 0               | -                  | -                  | -                  | -           | -           | -           | 8      | 0      |
| Totale Bologna   | Totale Bologna   | Totale Bologna   | 43         | 0          |                 | 2               | 0               |                    | -                  | -                  |             | -           | -           | 45     | 0      |
| gen.-giu. 2008   | Reggina          | A                | 10         | 0          | CI              | -               | -               | -                  | -                  | -                  | -           | -           | -           | 10     | 0      |
| 2008-2009        | Reggina          | A                | 36         | 1          | CI              | 1               | 0               | -                  | -                  | -                  | -           | -           | -           | 37     | 1      |
| 2009-2010        | Reggina          | B                | 22         | 0          | CI              | 1               | 0               | -                  | -                  | -                  | -           | -           | -           | 23     | 0      |
| 2010-2011        | Reggina          | B                | 17+2       | 0          | CI              | 1               | 0               | -                  | -                  | -                  | -           | -           | -           | 20     | 0      |
| Totale Reggina   | Totale Reggina   | Totale Reggina   | 85+2       | 1+0        |                 | 3               | 0               |                    | -                  | -                  |             | -           | -           | 90     | 1      |
| 2011-2012        | Sampdoria        | B                | 25+4       | 1+0        | CI              | 2               | 0               | -                  | -                  | -                  | -           | -           | -           | 31     | 1      |
| 2012-2013        | Sampdoria        | A                | 27         | 1          | CI              | 1               | 0               | -                  | -                  | -                  | -           | -           | -           | 28     | 1      |
| 2013-2014        | Sampdoria        | A                | 20         | 0          | CI              | 1               | 0               | -                  | -                  | -                  | -           | -           | -           | 21     | 0      |
| Totale Sampdoria | Totale Sampdoria | Totale Sampdoria | 72+4       | 2+0        |                 | 4               | 0               |                    | -                  | -                  |             | -           | -           | 80     | 2      |
| 2014-2015        | Parma            | A                | 22         | 1          | CI              | 0               | 0               | -                  | -                  | -                  | -           | -           | -           | 22     | 1      |
| 2015-2016        | Empoli           | A                | 24         | 1          | CI              | 0               | 0               | -                  | -                  | -                  | -           | -           | -           | 24     | 1      |
| 2016-2017        | Empoli           | A                | 26         | 2          | CI              | 1               | 0               | -                  | -                  | -                  | -           | -           | -           | 27     | 2      |
| Totale Empoli    | Totale Empoli    | Totale Empoli    | 50         | 3          |                 | 1               | 0               |                    | -                  | -                  |             | -           | -           | 51     | 3      |
| 2017-2018        | Benevento        | A                | 16         | 0          | CI              | 0               | 0               | -                  | -                  | -                  | -           | -           | -           | 16     | 0      |
| 2018-2019        | Benevento        | B                | 5          | 0          | CI              | 2               | 0               | -                  | -                  | -                  | -           | -           | -           | 7      | 0      |
| Totale Benevento | Totale Benevento | Totale Benevento | 21         | 0          |                 | 2               | 0               |                    | -                  | -                  |             | -           | -           | 23     | 0      |
| 2019-2020        | Reggiana         | C                | 13+3       | 0          | CI-C            | 0               | 0               | -                  | -                  | -                  | -           | -           | -           | 16     | 0      |
| 2020-2021        | Reggiana         | B                | 16         | 1          | CI              | 0               | 0               | -                  | -                  | -                  | -           | -           | -           | 16     | 1      |
| Totale Reggiana  | Totale Reggiana  | Totale Reggiana  | 45+5       | 2          |                 | 0               | 0               |                    | -                  | -                  |             | -           | -           | 50     | 2      |
| Totale carriera  | Totale carriera  | Totale carriera  | 333        | 9          |                 | 12              | 0               |                    | -                  | -                  |             | -           | -           | 345    | 9      |

### Statistiche da allenatore
Statistiche aggiornate al 30 giugno 2024.

#### Giovanili
| Stagione        | Squadra         | Campionato      | Campionato | Campionato | Campionato | Campionato | Coppe nazionali | Coppe nazionali | Coppe nazionali | Coppe nazionali | Coppe nazionali | Coppe continentali | Coppe continentali | Coppe continentali | Coppe continentali | Coppe continentali | Altre coppe | Altre coppe | Altre coppe | Altre coppe | Altre coppe | Totale | Totale | Totale | Totale | % Vittorie | Piazzamento |
| Stagione        | Squadra         | Comp            | G          | V          | N          | P          | Comp            | G               | V               | N               | P               | Comp               | G                  | V                  | N                  | P                  | Comp        | G           | V           | N           | P           | G      | V      | N      | P      | %          | Piazzamento |
| --------------- | --------------- | --------------- | ---------- | ---------- | ---------- | ---------- | --------------- | --------------- | --------------- | --------------- | --------------- | ------------------ | ------------------ | ------------------ | ------------------ | ------------------ | ----------- | ----------- | ----------- | ----------- | ----------- | ------ | ------ | ------ | ------ | ---------- | ----------- |
| 2023-2024       | Reggiana        | CP2             | 30         | 10         | 6          | 14         | CI-P            | 4               | 3               | 0               | 1               | -                  | -                  | -                  | -                  | -                  | -           | -           | -           | -           | -           | 34     | 13     | 6      | 15     | 38,24      | 11º         |
| Totale Carriera | Totale Carriera | Totale Carriera | 30         | 10         | 6          | 14         |                 | 4               | 3               | 0               | 1               |                    | -                  | -                  | -                  | -                  |             | -           | -           | -           | -           | 34     | 13     | 6      | 15     | 38,24      |             |